# ガッビアーノ級コルベット
ガッビアーノ級コルベット（ガッビアーノきゅうコルベット、英語: Gabbiano class corvette、イタリア語: Corvetta classe gabbiano）は、第二次世界大戦におけるイタリア海軍のコルベットの艦級。

## 概要
第二次世界大戦中、地中海における輸送船の対潜護衛のために開発された艦で、1942年～1943年に至るまでに60隻が計画されて42隻が建造され、ドイツでも使用された。
地中海を行動海域とすることから、イギリス海軍等の同種艦に比較して航続距離は短く、船体のサイズもやや小さい。また戦域の特性を反映し、初期建造艦の一部は対水上戦闘に備えて450mm魚雷発射管を2基搭載していた。対潜兵装として、艦尾に爆雷投下軌条（他国のものより傾斜がきつい）、舷側に爆雷投射機各舷4基を装備した。
推進方式としては、通常はディーゼルエンジンによって直接にスクリューを駆動し、対潜戦闘において静音・微速航行を行なう場合には電気推進に切り替えるという複合方式が採用された。

### 同型艦
- ガッビアーノ型
  - アルデーア
  - イービス
  - ガッビアーノ
  - グル
  - コルモラーノ
  - ストローラガ
  - チコーニャ
  - トゥッフェット
  - ペッリカーノ
  - フォーラガ
  - プロチェッラーリア
  - マランゴーネ

- アペ型
  - アペ
  - ヴェスパ
  - カヴァッレッタ
  - カラブローネ
  - クリザーリデ
  - グリッロ
  - コッチニッリア
  - チカーラ
  - マッジョリーノ
  - ファルファッラ
  - リベッルラ
  - ルッチョラ

- アンティーロペ型
  - アンティーロペ
  - アルチェ
  - カモーショ
  - カプリオーロ
  - ガゼッラ
  - スタンベッコ
  - ダイノ
  - チェルヴォ
  - レンナ

- シミタッラ型
  - カラビーナ
  - クラーヴァ
  - コルブリーナ
  - ザガッリア
  - シミタッラ
  - スクーレ
  - スピンガルダ
  - バイオネッタ
  - ボンバルダ

- アルテーミデ型
  - アルテーミデ
  - ウラーニア
  - エウテルペ
  - エウリディーチェ
  - エジェーリア
  - キメーラ
  - シビッラ
  - スフィンジェ
  - ダナーイデ
  - テルシーコレ
  - ドリーアデ
  - ベレニーチェ
  - フェニーチェ
  - フローラ
  - ペルセーフォネ
  - ポモーナ
  - ミネルヴァ
  - メルポーメレ